# Hannelore Laister
Hannelore Laister (geboren am 18. Mai 1944 in Wien) ist eine österreichische Zitherspielerin und -lehrerin. 1989 gründete sie das Wiener Zitherquartett und das Wiener Zitherensemble.

## Leben und Werk
Nach Volks- und Hauptschule absolvierte Laister eine kaufmännische Lehre. Danach war sie als kaufmännische Angestellte in verschiedenen Büros tätig, später als Sekretärin des Pressechefs im Verkehrsministerium. Sie heiratete Josef Laister, das Paar hat zumindest zwei Töchter.
Im Alter von 6 Jahren begann sie ihre Ausbildung im Zitherspiel. 1964 absolvierte sie die staatliche Lehrbefähigungsprüfung am Konservatorium der Stadt Wien. Erste Auslandsengagements führten sie 1965 nach Holland und Finnland. Sie spielt häufig in Kirchen und Kulturvereinen, trat aber auch als Solistin bei großen Konzerten auf – beispielsweise 1975 bei der Hamburger Johann-Strauss-Gala mit Marcel Prawy, 1976 bei den Olympischen Winterspielen in Innsbruck, 2007 mit dem Wiener Männergesang-Verein und dem Philharmonischen Orchester von Sarajevo in Mostar oder 2016 mit der Gardemusik des österreichischen Bundesheeres in der Wiener Hofburg. Soloauftritte führten sie in viele Wiener Palais, Nobelhotels und Kaffeehäuser, sie spielte auch auf traditionsreichen Bällen, wie dem Kaiserball in der Silvesternacht. Tourneen mit dem Wiener Männergesang-Verein führten sie in zahlreiche Städte Deutschlands und Australiens.
Von 1985 bis 1988 war sie musikalische Leiterin des Zitherclubs Donau-Stadt Wien. 1988 begann ihre Lehrtätigkeit – zuerst an der Musikschule der Stadt Wien in Margareten, wenig später auch am Konservatorium der Stadt Wien, wo sie das Fach Instrumentalpädagogik für Zither leitete. Viermal nahm sie mit ihren Studenten am Alpenländischen Volksmusikwettbewerb teil, dreimal am Wettbewerb Prima la musica.
1989 gründete sie das Wiener Zitherensemble und das Wiener Zitherlehrerquartett. Im Quartett spielt sie gemeinsam mit ihren Töchtern Barbara Laister-Ebner und Monika Kutter sowie mit Stephan Hörandner. Das Wiener Zitherquartett verfügt über ein breitgefächertes Repertoire von Barock und Klassik über Wienerlied und Wiener Walzertraditon bis zu Blues und Pop. Die meisten Bearbeitungen stammen von Monika Kutter, die 2007 auch die Leitung des Wiener Zitherensembles übernommen hat. Barbara Laister-Ebner war als Solistin beim Neujahrskonzert der Wiener Philharmoniker 2018 verpflichtet.
Im Jahr 2000 verlieh ihr der österreichische Bundespräsident den Berufstitel Professor.

## Auszeichnungen
- 2000: Berufstitel Professor
- 2014: Goldenes Verdienstzeichen des Landes Wien